# Павол Фаркаш
Павол Фаркаш (словац. Pavol Farkaš, нар. 27 березня 1985, Врабле) — словацький футболіст, захисник клубу «Габала» та національної збірної Словаччини.

## Клубна кар'єра
У дорослому футболі дебютував 2003 року виступами за команду клубу «Нітра», в якій, втім, відразу заграти не зумів і 2004 року був відправлений у річну оренду до клубу «Велькі Лапаш». Після повернення з оренди відразу став гравцем основного складу «Нітри», за яку відіграв два сезони, після чого ще один сезон провів за «Артмедію» (Братислава).
Своєю грою за останню команду привернув увагу представників тренерського штабу румунського «Васлуя», до складу якого приєднався 2009 року. Відіграв за васлуйську команду наступні три сезони своєї ігрової кар'єри.
Протягом 2012—2014 років грав в Італії, де захищав кольори «К'єво» та, на умовах оренди, «Тернани».
До складу азербайджанського клубу «Габала» приєднався 2014 року. Відтоді встиг відіграти за команду з Габали 16 матчів в національному чемпіонаті.

## Виступи за збірну
2006 року дебютував в офіційних матчах у складі національної збірної Словаччини. Наразі провів у формі головної команди країни 3 матчі.